# Aeschynanthus speciosus
Aeschynanthus speciosus là một loài thực vật có hoa trong họ Tai voi. Loài này được Hook. mô tả khoa học đầu tiên năm 1847.

## Hình ảnh

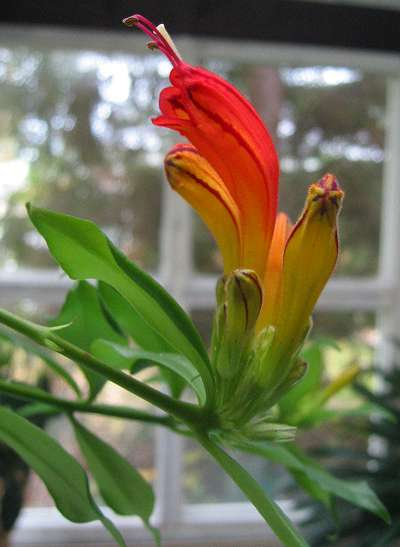